# Palácio de São Calisto

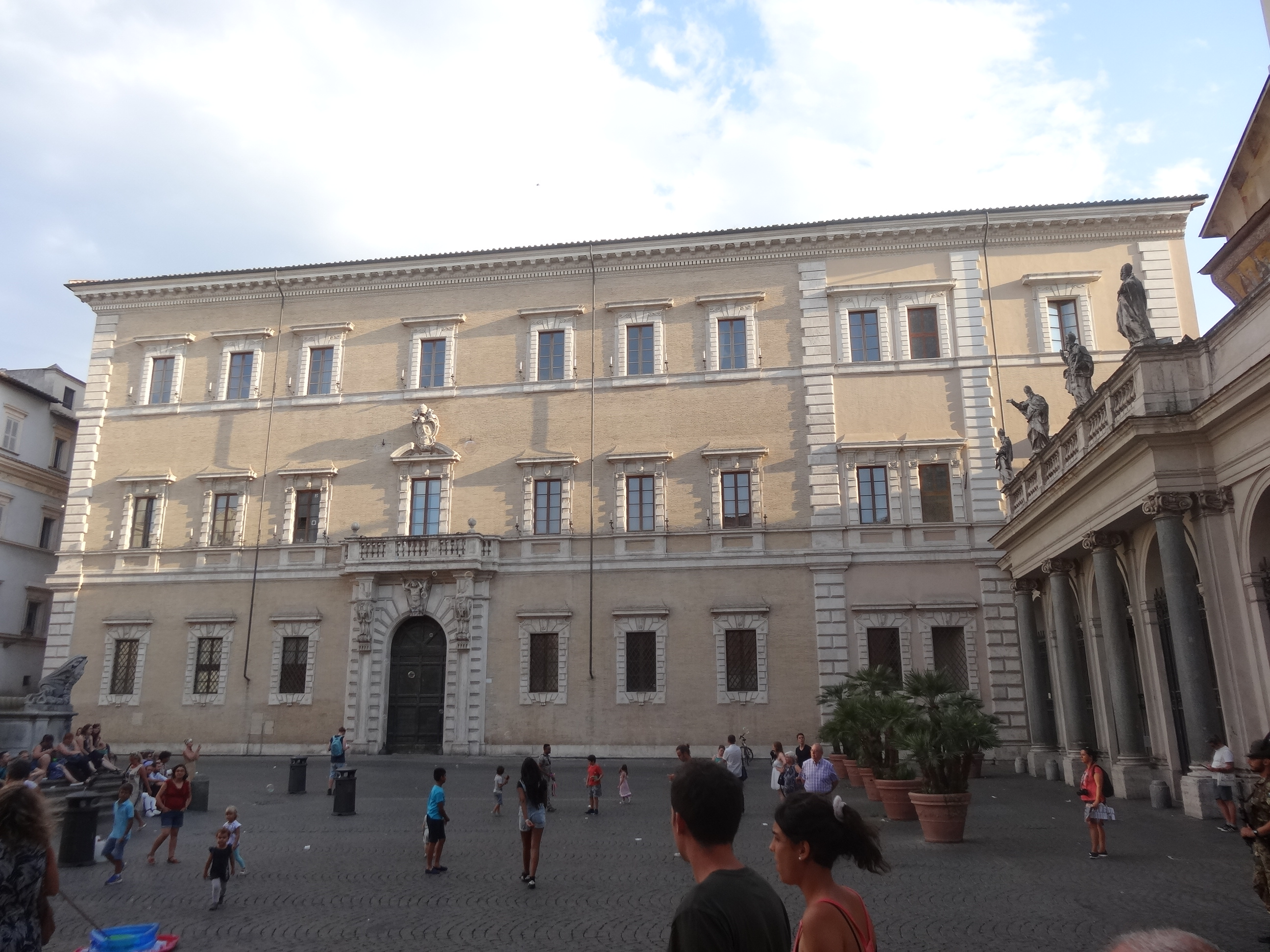
Fachada do palácio. À direita, a entrada da Basílica de Santa Maria em Trastevere.

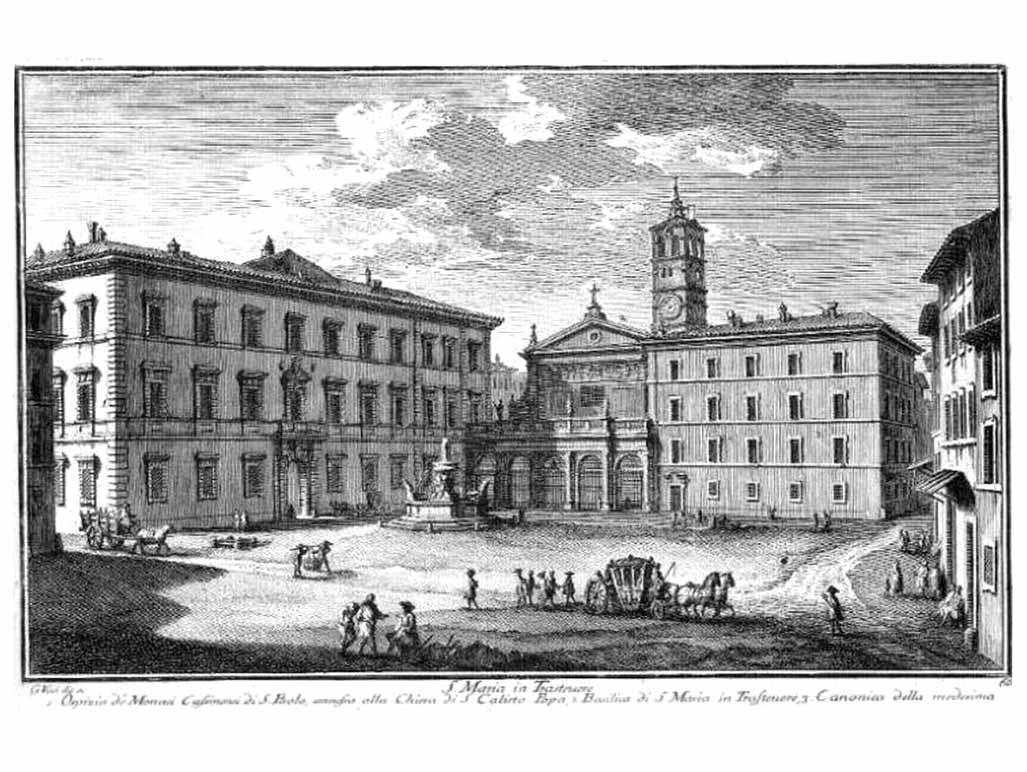
Vista do palácio e da basílica no século XVIII

Palazzo di San Callisto ou Palácio de São Calisto é um palácio barroco localizado no rione Trastevere de Roma e uma das propriedades extraterritoriais da Santa Sé. Está localizado na praça central do rione, a Piazza di Santa Maria in Trastevere, ao lado da Basílica de Santa Maria em Trastevere.
Seu nome é uma referência a um poço no pátio interior do palácio no qual, segundo a tradição, foi martirizado o papa Calisto I.

## História
O palácio era originalmente a residência oficial do cardeal do título de Santa Maria em Trastevere e foi reformado no século XVI pelo cardeal Giovanni Gerolamo Morone. O papa Paulo V cedeu o palácio para os monges da Ordem de São Bento que haviam perdido seu mosteiro anterior por causa de uma ampliação do Palazzo del Quirinale. O edifício adotou o nome de uma pequena igreja adjacente, San Callisto, e o mantém até hoje. Entre 1610 e 1618, tanto a igreja quanto o convento foram re-estruturados. Sua fachada ainda hoje domina a praça onde o palácio está. Em 1936, o arquiteto Giuseppe Momo projetou a construção de uma nova ala, cuja entrada fica na Piazza di San Callisto, o imenso Palazzo delle Sacre Congregazioni Romane.
Segundo o Tratado de Latrão, toda a região do palácio pertence à Santa Sé e é uma zona extraterritorial do Vaticano em Roma.

## Utilização
O palácio (incluindo o anexo no Palazzo delle Sacre Congregazione Romane) abriga os seguintes escritórios:
- Caritas internationalis;
- Circolo San Pietro;
- Dicastério para os Leigos, a Família e a Vida;
- Dicastério para o Serviço do Desenvolvimento Humano Integral;
- Associação Primária Católica Artístico-Operária;
- Representação da Santa Sé junto à Organização das Nações Unidas para Alimentação e Agricultura, o Fundo Internacional de Desenvolvimento Agrícola e o Programa Alimentar Mundial;
- Seccional romana da Ordem Equestre do Santo Sepulcro de Jerusalém;
- Várias outras organizações católicas afiliadas total ou parcialmente à Santa Sé;

Além disto, os cardeais Javier Lozano Barragán e Paul Joseph Jean Poupard residem no Palazzo di San Callisto.